# Oriol Riera
Oriol Riera Magem (Vic, 3 luglio 1986) è un ex calciatore spagnolo, di ruolo attaccante.